# شیرجه
شیرجه (به انگلیسی: Diving) ورزش پریدن یا افتادن در آب از روی سکو یا یک تخته پرش و از ورزش‌های آبی است، که معمولاً با انجام حرکات آکروباتیک انجام می‌شود. یک ورزش شناخته شده بین‌المللی که بخشی از بازی‌های المپیک است. علاوه بر این، شیرجه زدن، خارج از ساختارهای رقابتی برای سرگرمی و تفریح انجام می‌شود.

## تاریخچهٔ شیرجه

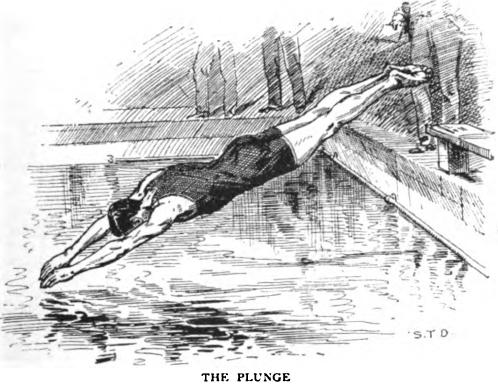
تصویری از یک شناگر که در حال غوطه ور شدن است (سقوط برای مسافت یک رویداد شنای رقابتی در قرن نوزدهم و اوایل قرن بیستم بود)

مورخان بر این باورند که تاریخ مسابقات شیرجه به یونان باستان بازمی‌گردد، ولی تنها اطلاعاتی که وجود دارد مربوط به نقوش یک مقبره در شهر ناپل در ایتالیای امروزی است که قدمت آن به ۲۵۰۰ سال می‌رسد. بر روی سقف این مقبره تصویر مردی مشاهده می‌شود که در حال شیرجه‌زدن از روی سکوی مرتفعی است که احتمالاً باید صخره یا پرتگاه باشد. پیشگامان ورزش شیرجه افرادی بودند که با پرش از روی صخره‌ها و پرتگاه‌ها به درون آب‌های دریای آکاپولکو به شهرت رسیدند.
سپس در قرن هفدهم، هنگامی که ژیمناست‌های آلمانی و سوئدی برای ایمنی بیش‌تر، حرکات نمایشی خود را در سواحل دریا انجام می‌دادند و افرادی را برای تماشا به ساحل می‌کشاندند، به‌تدریج این رشتهٔ ورزشی کامل‌تر شد. نهایتاً تمرینات ژیمناستیک آنان به یک رشتهٔ ورزشی تبدیل شد که به آن «شیرجهٔ آزاد» گفته می‌شود. واژه‌ای که حتی پس از ورود این رشته به بازی‌های المپیک تابستانی ۱۹۰۴ در آمریکا، به‌صورت شیرجه و شنا در زیر آب هم‌چنان به آن گفته شد.
در انگلستان در قرن ۱۷ ابتدا مسابقات شیرجهٔ ساده در برکه‌ها و رودخانه‌ها و بندرها و از روی رودخانه‌ها و پل‌ها و صخره‌ها انجام می‌شد. در سال ۱۸۸۹ مسابقات شیرجهٔ ساده برای اولین بار در اسکاتلند برگزار شد که ارتفاع سکوی شیرجه ۲ متر بود. در سال ۱۸۹۵ جامعهٔ غریق انگلستان اولین مسابقات شیرجهٔ ساده را در لندن ترتیب داد که ارتفاع سکوهای پرش در این مسابقات ۵ و ۱۰ متر بود و در سال ۱۹۰۸ شیرجه به‌عنوان یک ورزش حرفه‌ای وارد المپیک شد و دارای زیبایی و فرم و حرکات و امتیازبندی شد.
پس از المپیک ۱۹۲۴ پاریس، مسابقات شیرجه‌زنی به‌صورت مدرن برگزار شد. در سال ۱۹۲۹ سیستم تقسیم‌بندی شیرجه‌ها با توجه به حالت شروع از روی سکو، تخته حالت رو به آب یا پشت آب، مسیر چرخش در هوا به طرف جلو یا عقب معکوس یا در چرخش‌های حول محور عرضی یا طولی به شش گروه (خانواده) تقسیم شدند.
در المپیک ۱۹۵۶ ملبورن نحوهٔ شماره گذاری کنونی برای شیرجه‌ها ایجاد شد. پیش از آن شیرجه‌ها از یک تا ۵۶ شماره‌گذاری شده بود. کشور بریتانیا، که جزو کشورهایی است که مدت ۷۸ سال پیشگام شیرجهٔ انفرادی بوده است، می‌تواند همچنان به‌عنوان معرفی کنندهٔ رشتهٔ شیرجهٔ جدید از سایر کشورها پیشی گیرد.
تا المپیک ۱۹۹۶ آتلانتا شیرجه از تخته فنری ۳ متر و سکوی ۱۰ متر همچنان اجرا می‌شد، با این تفاوت که در مدل جدید، یک تیم ۲ نفره هم‌زمان و در یک ارتفاع یا تختهٔ ۳ متر یا سکوی ۱۰ متر به‌صورت هم‌زمان شیرجه می‌روند و هماهنگی و نظم حرکات آن‌ها توسط داوران سنجیده می‌شود. این رشته از شیرجه به نام شیرجه‌های هماهنگ نامیده می‌شود.

### در ایران
دایو ۱۰ متر استخر قهرمانی ورزشگاه امجدیه در سال ۱۳۱۹، یعنی در زمان جنگ جهانی دوم، در تهران ساخته شد و تا ۶۴ سال برای آموزش و تمرین شیرجه‌روها استفاده می‌شد. تا سال ۱۳۵۳، که استادیوم آزادی افتتاح شد، غیر از استخر قهرمانی، استخر دیگری وجود نداشت که دایو ۱۰ متر داشته باشد.
در اولین دورهٔ بازی‌های آسیایی، یعنی بازی‌های آسیایی ۱۹۵۱ دهلی، دو شیرجه‌رو ایرانی به نام‌های تقی عسگری و منوچهر خموش در این مسابقات شرکت کردند که عسگری توانست ۲ مدال نقره در رشتهٔ تخته و سکو و برنز در رشتهٔ تخته و خموش موفق شد در رشتهٔ سکو مقام چهارم را به‌دست‌آورد.
هفت سال بعد در بازی‌های آسیایی ۱۹۶۴ توکیو نیز دو شیرجه رو از ایران به نام‌های منوچهر فصیحی و حسن اعظمی صاحب مدال برنز این مسابقات شدند که فصیحی در رشتهٔ تخته و اعظمی در رشتهٔ سکو به این مدال‌ها دست یافتند. در سال ۱۹۷۳، در مسابقات ارتش‌های جهان که در تهران برگزار شد، یدالله باشی مقام اول این مسابقات را به‌دست‌آورد.
سال‌ها بعد شاگردان این بزرگانِ شیرجه، مانند آقایان: عباس خلیلی، محمد آذرپی، هادی نیکو نژاد، حسین صدری، سعید خانلری، امید حیدرپور، علی حسینی، حسن لطفی، بهمن فضل‌اللهی و نسل بعدِ شیرجهٔ ایران: عادل میرابیان و غلام‌رضا خبیری‌نژاد شرکت کنندگان در مسابقات آسیایی هیروشیما و خبیری نژاد برندهٔ مدال طلای آسیایی، که در حال حاضر سرمربی تیم ملی شیرجه است.
هم‌چنین جوانانی چون: سعید طاق‌بستانی، سید محمدرضا هدایتی، قائم و فیاض میرابیان قهرمان رقابت‌های آسیا-پاسفیک چین و همچنین قهرمانی آسیا در بوسان کرهٔ جنوبی و مسابقات چندجانبهٔ مصر هم افرادی بودند که افتخارات بزرگ شیرجه را تکمیل کردند و همگی افرادی بودند که بخشی از تمرینات حرفه‌ای خود را از روی این دایو شروع کردند.
در سال ۱۳۸۲، نوجوانانی برای اولین بار در تاریخ شیرجهٔ کشور از این دایو حرکات سنگین ۳٫۵ پشتک، ۳٫۵ مهتاب و بالانس سه چرخ را اجرا کردند که باعث افتخار جامعهٔ شیرجهٔ کشور شدند. اسامی این نوجوانان عبارتند از: مجید نظافتی، سید عماد میر سلطانی، مرتضی نواب کارگر، حامد مداح، مهدی آقارضایی و همچنین شیرجه روندگان جوان تری چون امید آزمون، ایمان حامی، سعید محمدخانی، مهدی سلطان زاده، سعید کریمی و حمید کریمی. این‌ها نوجوانانی بودند که هم‌چون پیشکسوتان این رشته، با غیرت و تعصب خود و مربی‌گری مهرداد هجیر، مربی تیم ملی شیرجهٔ ایران، مدارج ترقی را به‌سرعت طی کردند و وارد اردوی تیم ملی شدند.
به‌علت تعمیرات اساسی استخر و مشکلات مربوط به آن، این دایو در تاریخ ۶ اردیبهشت ۱۳۸۳، در ساعت ۹:۱۰ شب، بعد از دو هفته تلاش و تخریب بلدوزر سقوط کرد و خاطرات ۶۴ سال افتخارآفرینی را با خود فرود آورد.
سال‌ها بعد، این رشته نوجوانان و جوانان قهرمانی هم‌چون: مجتبی ولی پور، شهنام نظرپور، حمید کریمی، علی شکول، حامد بذمی، محمد دوام، محمد امین مهرآیین و امیرحسین رحیمیان، در خود گنجاند و به عرصه شیرجه حرفه‌ای روانه کرد.

## قوانین شیرجه
به‌طورکلی در تمام مسابقات رسمی شیرجه قوانینی از طرف فینا به اجرا در می‌آید که بخشی از آن‌ها در این‌جا آورده می‌شود. تخته‌ها و سکوهای پرش و نیز تمامی تجهیزات شیرجه بایستی براساس قوانین فینا بوده و ۹۰ روز قبل از مسابقات، توسط یکی از نمایندگان فینا و یکی از اعضای کمیتهٔ فنی شیرجه (کمیته فنی غواصی) تأیید گردد.
تجهیزات شیرجه در روز مسابقه و زمانی که هیچ مسابقه‌ای در همان استخر برگزار نمی‌شود، باید در دسترس کلیهٔ ورزشکاران قرار گیرد تا آن‌ها بتوانند تمرین کنند و آمادگی لازم را با آن وسایل به‌دست آورند. البته باید در زمانی باشد که در آن استخر مسابقهٔ نهایی شنا یا واترپلو یا توزیع مدال برگزار نشود.
در مسابقات مقدماتیِ تعیین نوبت شیرجه روندگان از طریق قرعه‌کشی انجام می‌شود. در مسابقات نیمه نهایی (semi-finals) شیرجه روندگان به همان ترتیب مقدماتی شیرجه خواهند رفت. در مسابقات نهایی، به شرطی که سیستم تورنمنت (T.S) نباشد، شیرجه روندگان برعکسِ مقام‌هایی که در نیمه نهایی به‌دست آورده‌اند، شیرجه خواهند رفت؛ ولی اگر سیستم تورنمنت باشد، شیرجه روندگان باید در تمامی مراحل باقی ماندهٔ رقابت، بر اساس معکوسِ ترتیبِ امتیازات کلیِ کسب شده در پایان مسابقات مقدماتی به رقابت بپردازند. در صورتی که امتیازات دو شیرجه رو مساوی باشد، نوبت آن‌ها از طریق قرعه کشی تعیین خواهد شد.
شیرجه روندگان جوان‌تر از گروه سنی ۱۴ و ۱۵ سال اجازه ندارند در مسابقات المپیک، قهرمانی جهان و جام جهانی شرکت کنند (این گروه سنی شیرجه روندگان، جوانانی را شامل می‌شود که در روز ۳۱ دسامبر سال برگزاری مسابقات، سن آن‌ها کم‌تر از ۱۴ سال باشد)

## نحوهٔ برگزاری مسابقات
برای انجام یک مسابقه مربیان و شیرجه روندگان باید با تعداد شیرجه و با توجه به این‌که شیرجه از تختهٔ یک متر، تختهٔ ۳ متر یا از سکو و از چه ارتفاعی انجام می‌شود آگاه باشند.
در سال ۱۹۲۸، در مسابقات شیرجهٔ المپیک آمستردام هلند، قوانینی وضع شد که شیرجه‌ها به دو حالت اجباری و اختیاری تقسیم شد و شیرجه‌های اجباری بعد از هر المپیک انتخاب می‌شد. در این مسابقات شیرجه‌ها بر اساس مسیر چرخش در هوا به‌طرف جلو یا عقب، معکوس یا از تو و چرخش‌های دورانی یا حول محور طولی و نوع شروع آن‌ها رو به آب و پشت به آب و بالانس، به شش خانواده تقسیم شدند.
در سال ۱۹۵۶، در مسابقات المپیک ۱۹۵۶ ملبورن استرالیا، نحوهٔ شماره‌گذاری برای شیرجه‌ها به صورتی که اکنون در اختیار ماست، شکل گرفت و تا قبل از آن، شیرجه‌ها از شمارهٔ یک تا ۵۶ شماره گذاری شده بود و تمام شیرجه‌هایی که برای مثال از تختهٔ ۳ متر اجرا می‌شد همگی اختیاری بود و شیرجه‌های پایه و اصلی به‌ندرت در مسابقات دیده می‌شد و شیرجه روندگان بیشتر تمایل به اجرای حرکات سنگین داشتند و کم‌تر به اجرای یک شیرجهٔ ساده با مهارت و زیبایی بیش‌تر اهمیت می‌دادند. پس از آن، مقررات شیرجه تکامل یافت و ۶ خانواده با محدودیت ضریب در مسابقات گنجانده شدند.

## خطرات شیرجه
ورزشکاران رشتهٔ شیرجه، چه از ارتفاع بلند شیرجه روند و چه از ارتفاع کوتاه، جزء شجاع‌ترین و هنرمندترین ورزشکاران به‌حساب می‌آیند و به هماهنگی عصب و عضلهٔ زیادی نیاز دارند. چراکه جهش آنان از سکوی ۱۰متری، انرژی کافی برای رسیدن به سرعت ۵۵ مایل (۸۸ کیلومتر) در ساعت را در لحظهٔ برخورد با سطح آب فراهم می‌کند.
سرعتی که اگر درهنگام برخورد با آب فرد دچار اشتباه شود یا کاملاً عمود نباشد، بسیار خطرناک خواهد بود. به‌طور مثال، در مسابقات ۱۹۸۸ المپیک سئول مشاهده شد هنگامی گرگ لوگانیس، قهرمان آمریکایی و ستارهٔ مسابقات، در هنگام اجرای حرکات ۲٫۵ فرنگی زاویه از تختهٔ ۳ متر، به تخته برخورد کرد و آب استخر را غرق خون کرد. خوشبختانه جراحت او با چند بخیه بهبود یافت و وی به مسابقات ادامه داد و قهرمان این مسابقات شد. مثال دیگر آن که دیمیتری سائوتین، قهرمان روسی، در المپیک گذشته و در المپیک ۲۰۰۴ آتن در مسابقات شیرجهٔ هماهنگ از تختهٔ ۳ متر با تخته برخورد کرد و باعث شد تیم روسیه از مقام اول به مقام یکی مانده به آخر تغییر مکان دهد که باعث حیرت همگان در این رشته شد. به هرحال، در المپیک ۲۰۰۴ آتن نیز مسابقات به همین شکل برگزار شد و با توجه به این‌که ۳۰ مدال در این رشته‌ها توزیع می‌شد، اکثر کشورهای صاحب نام شیرجه مانند چین، آمریکا و روسیه کوشیدند تا با برنامه‌ریزی صحیح در این مسابقات، مدال بیاورند.

### خطرات احتمالی، هنگام شیرجه
۱. ورود بد به آب: معمولاً آسیب‌هایی که بر اثر برخورد ناشیانه با آب پیش می‌آید جدی و خطرناک نیست و ممکن است چند لحظه سوزش در بدن ایجاد شود ولی در مدت کوتاهی برطرف می‌شود. اگر پاها هنگام ورود به آب، بیش از حد برگردد یا زودتر از زمان لازم شیرجه‌رو بدنش را به‌طرف بالا قوس دهد، یعنی قبل از این‌که بدنش کاملاً در آب فرورود به طرف سطح آب بیاید، ممکن است ضربهٔ شدیدی به مهرهٔ کمرش وارد شود یا عدم رعایت زاویه سر و دست ورزشکار در لحظه ورود به آب، فشار بیش‌تر به ناحیه گردن گردد.
۲. برخورد به تخته یا سکوی پرش: به‌طور کلی صدماتی که بر اثر برخورد با تخته یا سکوی پرش پیش می‌آید، به ناحیهٔ سر محدود می‌شود، و این مسئله اغلب شامل شیرجه‌های گروه مهتاب (تو) و فرنگی می‌شود که به‌علت خطای جدا شدن از سکو یا تختهٔ پرش پیش می‌آید و گاهی بسیار جدی است (کلا به‌ندرت اتفاق می‌افتد). جراحات وارد شده به سر را باید جدی گرفت و سریعاً به پزشک مراجعه کرد.
۳. فشار به گوش‌ها: افرادی که به زکام یا ناراحتی‌های گوش یا سرماخوردگی مبتلا هستند نباید به عمق ۳ متری آب بروند چون ممکن است که گوش داخلی دچار عفونت شده یا پرده صماخ گوش پاره شود. فشار آب همراه با عمق آب افزایش می‌یابد به‌طوری که سرعت افزایش آن برای هر فوت (۳٪متر) حرکت به‌طرف پایین می‌باشد.
۴. برخورد به کف استخر با عمق کم‌آب یا اشیاء زیر آب: بزرگ‌ترین خطری که افراد را در زمان شیرجه رفتن تهدید می‌کند این است که از ناحیهٔ سر با کف استخر یا اشیاء زیر آب در محل‌هایی که شناخته شده نیستند، برخورد کند. این مسئله در بسیاری موارد موجب فلج نسبی به‌علت آسیب دیدگی نخاع، و در موارد شدید، منجر به مرگ خواهد شد. البته چنین اتفاقی به‌ندرت برای شیرجه روندگان در مسابقات پیش می‌آید، زیرا عمق آب با قوانین و مقررات رسمی مطابقت دارد.

### عوامل مهم تعیین‌کننده عمق آب
۱. قد شیرجه‌رو: برای جلوگیری از صدمات، هیچ شیرجه‌ای نباید به‌طور عمودی اجرا گردد (حتی بر لبهٔ استخر) که عمق آن کم‌تر از قد شیرجه رو در حالت کشیده، یعنی بازوها در بالای سر قرار داشته باشد. وقتی بدن به‌طرف کف استخر حرکت می‌کند و در آب غوطه‌ور می‌شود، با نیروی پرتاب آب به طرف سطح مواجه می‌شود و به نیروی حرکتیِ زیادی برای رفتنِ بیش‌تر به عمق آب نیازمند خواهد بود.
۲. فاصلهٔ افت: اگر ارتفاع معینی را در نظر بگیریم، همهٔ شیرجه روندگان بدون توجه به وزن بدنشان، با یک سرعت وارد آب خواهند شد. شتاب زمان ورود به آب، فقط به فاصلهٔ افت بستگی دارد. از آنجا که نیروی حرکتی فرایند حجم و شتاب بدن در زمان ورود به آب است، شیرجه رفتن از ارتفاع زیاد نیز شتاب لحظهٔ ورود به آب را افزایش داده و آب برای خنثی کردن نیروی حرکتی زیاد به عمق بیش‌تری نیازمند خواهد بود.
۳. زاویهٔ ورود و عمق آب: زمانی که از لبهٔ استخر یا سکوهای پرش کم ارتفاع به درون آب شیرجه زده می‌شود می‌توان از هر زاویه‌ای، از زاویهٔ نزدیک به خط عمود گرفته تا زاویهٔ نزدیک به خط افق، وارد آب شد. وظیفهٔ شیرجه‌رو این است که قبل از هر اقدامی در جهت شیرجه رفتن به درون آب، عمق آب را بررسی کند. پرش به‌طور عمودی با پا به درون آب سریع‌ترین روش رسیدن به کف استخر است، و این کار بهترین امتحان برای سنجش عمق آب می‌باشد. اگر عمق آب کم باشد و امکان ورود عمودی به آب وجود نداشته باشد، باید زاویهٔ ورود به آب را متناسب با عمق آن تغییر داد.
اگر شیرجه رونده ای با زاویهٔ ۶۰ درجه نسبت به عمق آب شیرجه برود عمق آب باید ۵ فوت و ۷ اینچ (۱٫۷۰ متر) باشد و اگر با زاویه ۳۰ درجه وارد آب شود به عمق ۴ فوت (۱٫۲۰ متر) نیاز است، و اگر با زاویهٔ ۱۵ درجه شیرجه برود عمق ۲ فوت (۰٫۶۱ متر = ۶۱ سانتیمتر) نیاز است.

## نگارخانه

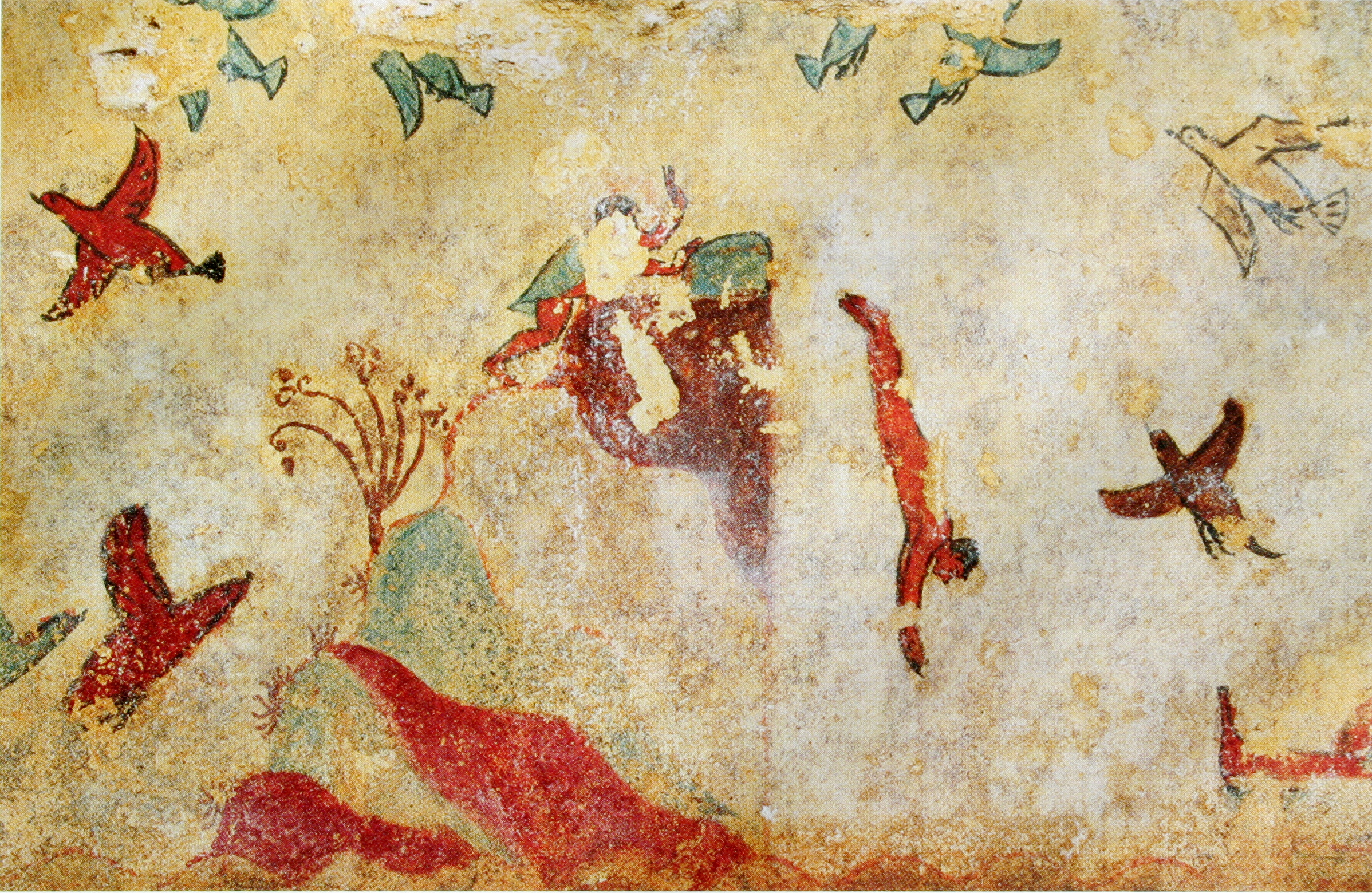
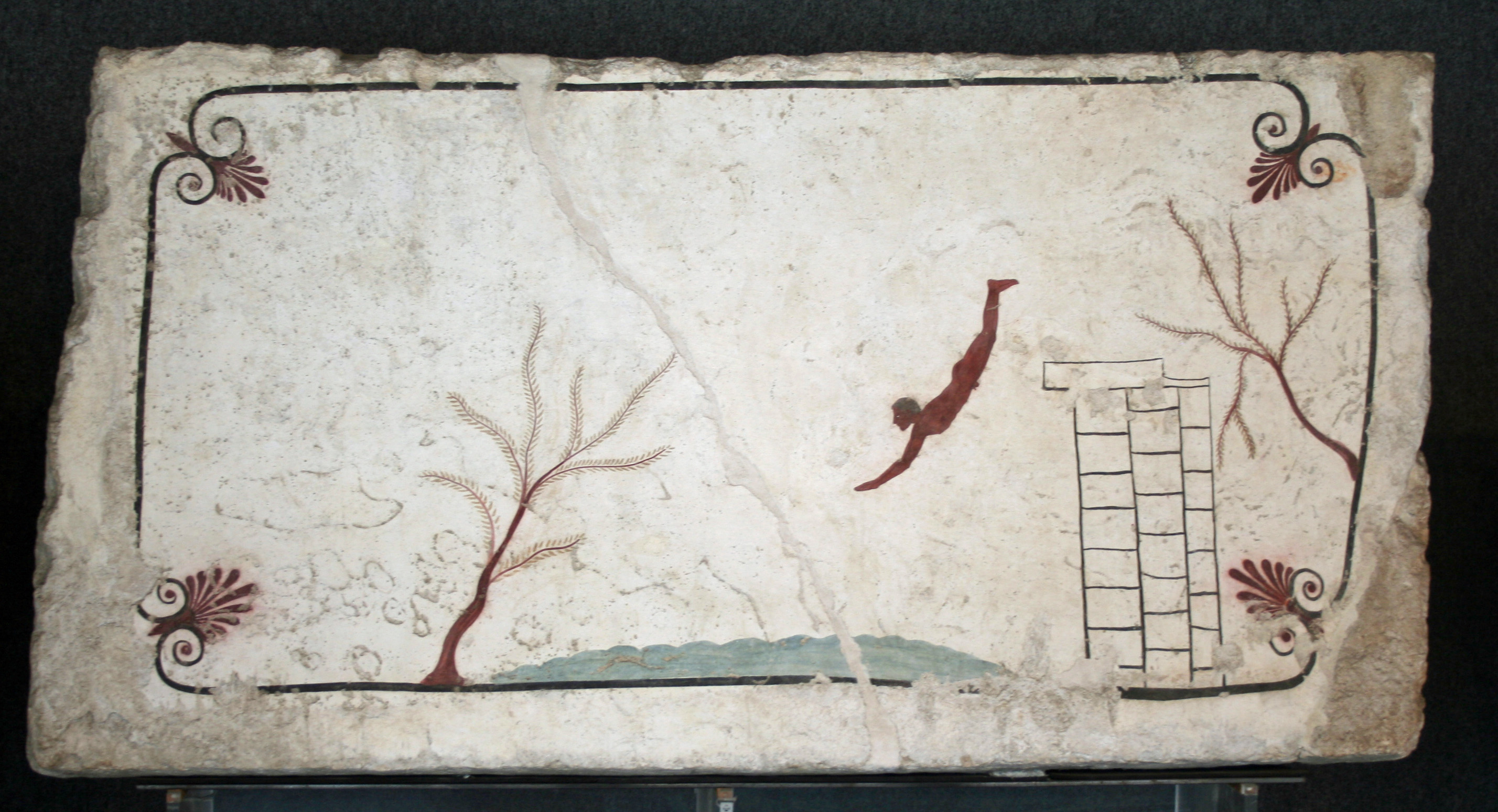
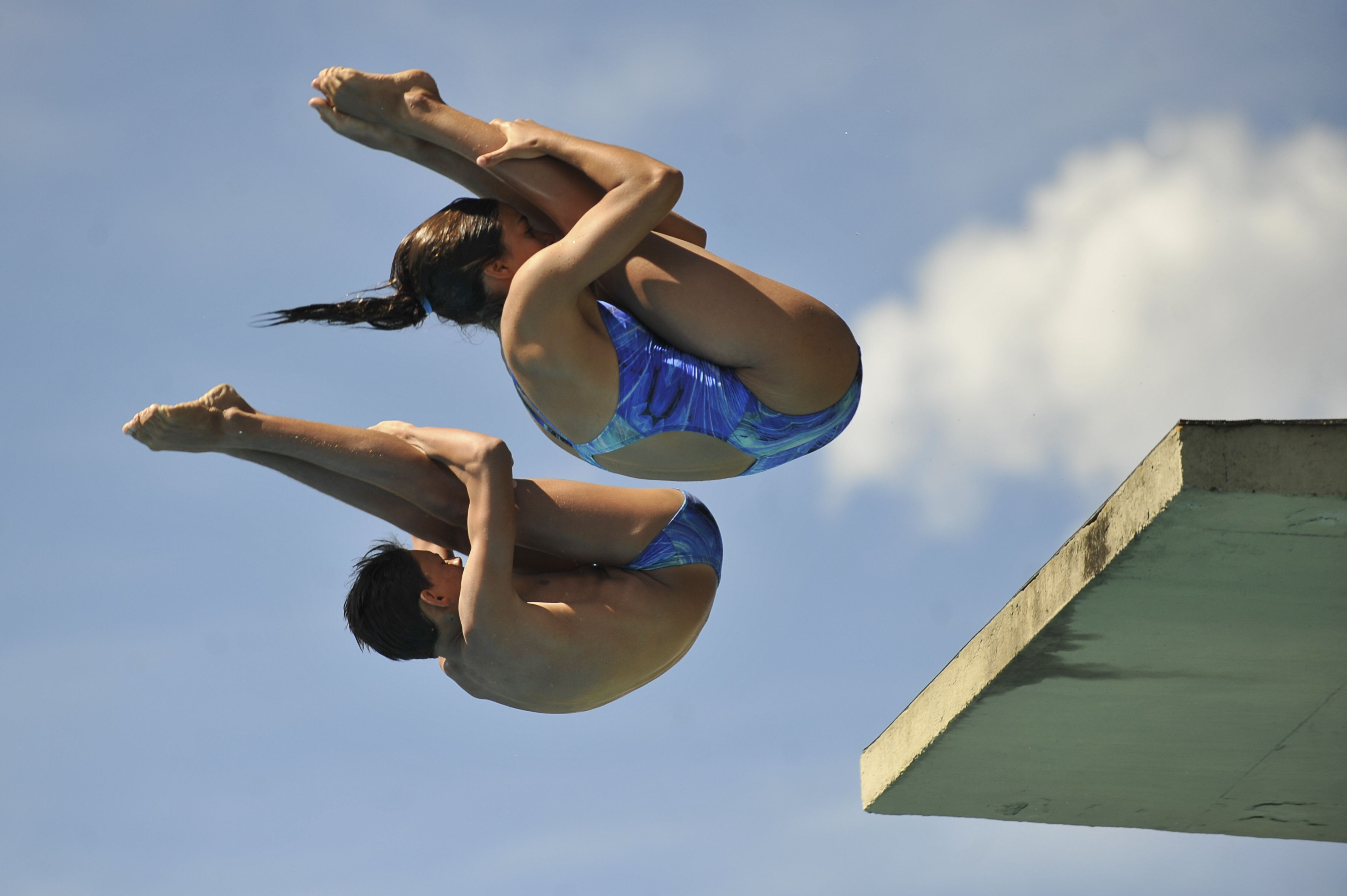
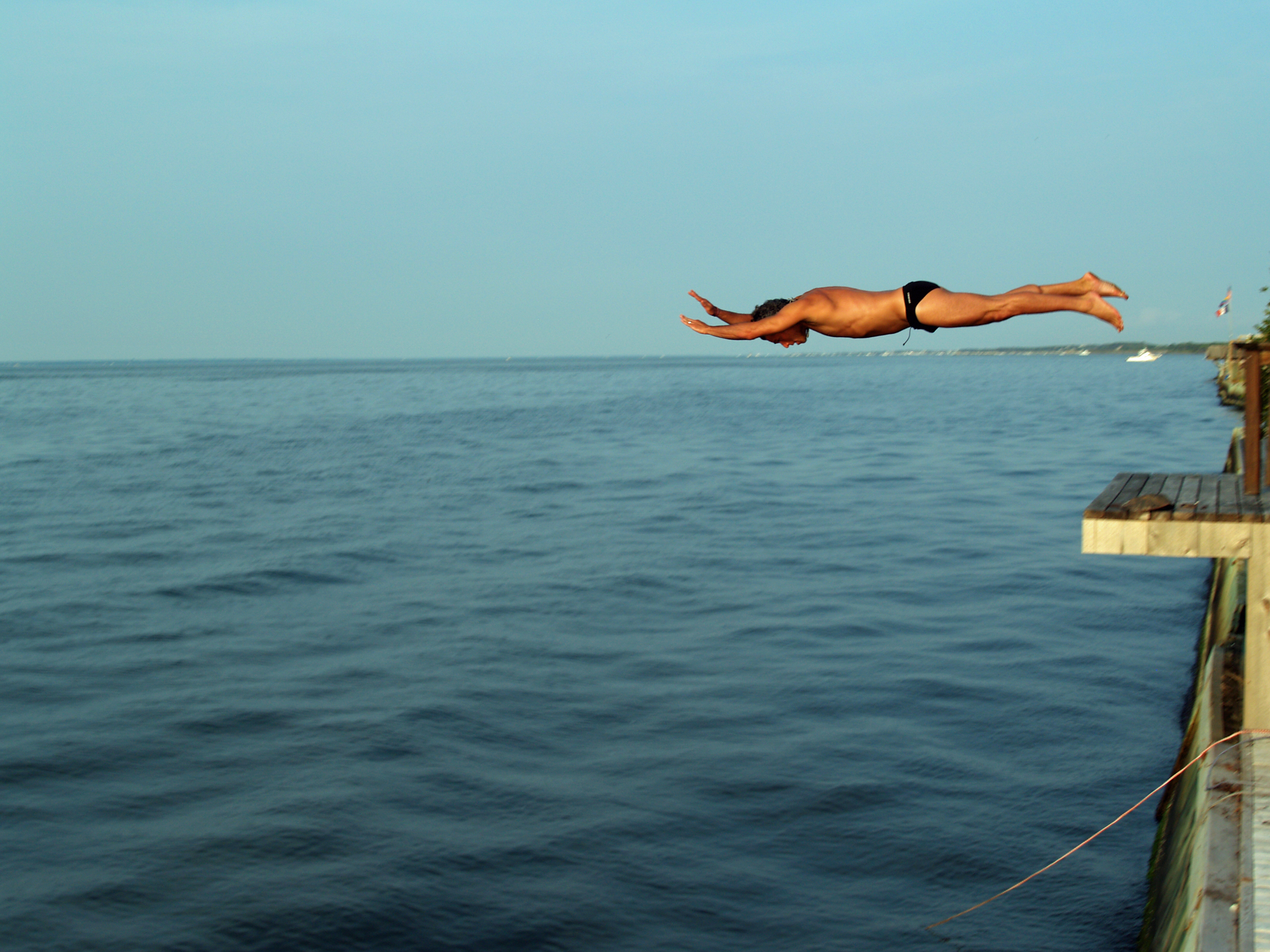
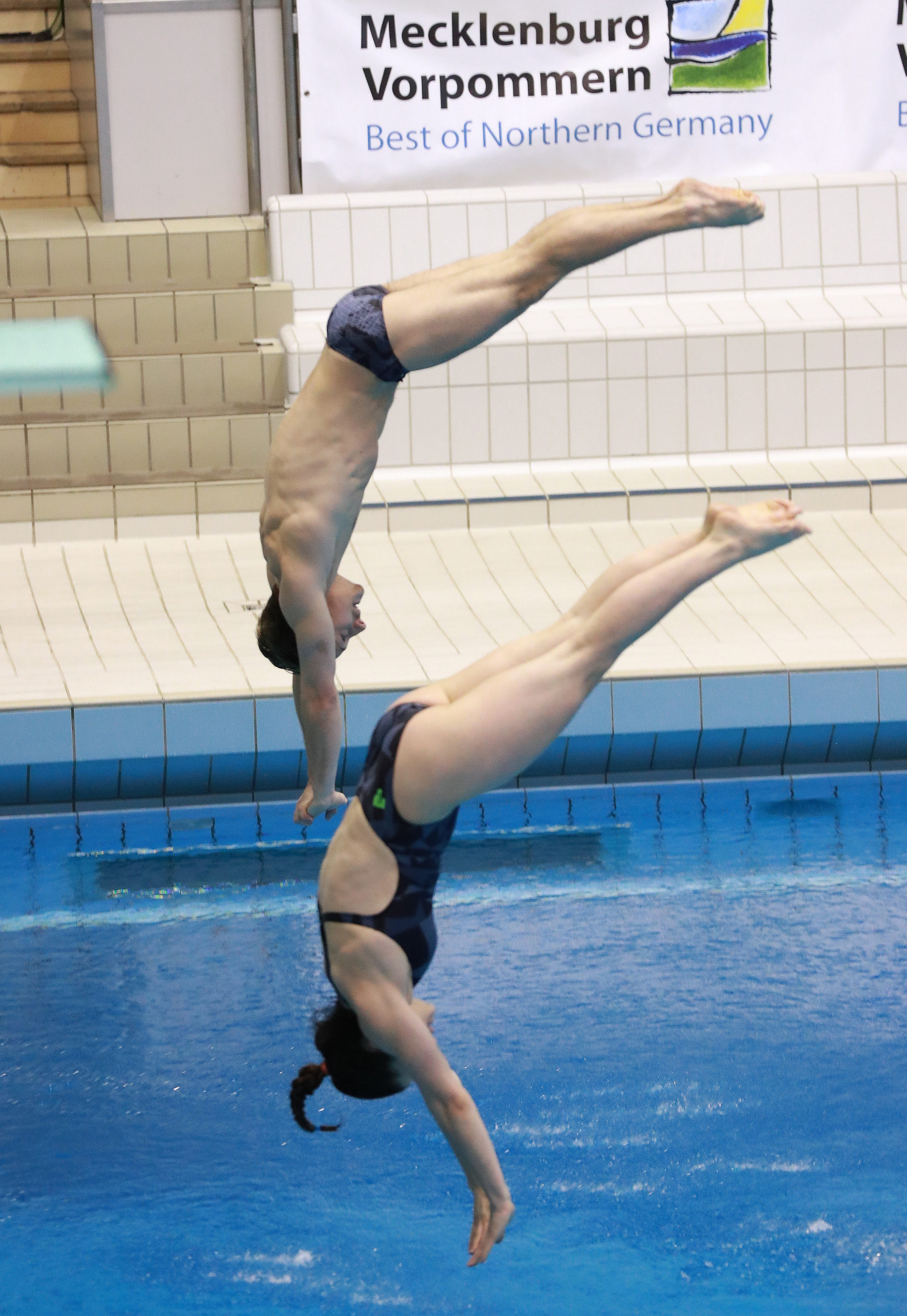